# Commissioners of Irish Lights
Le Commissioners of Irish Lights (CIL), (en français : Commissaires des phares d'Irlande, en irlandais : Coimisinéirí Soilse na hÉireann) est l'organisation responsable de l'aide à la navigation maritime des côtes d'Irlande faisant partie de la General lighthouse autority. Le CIL a déplacé son siège de Dublin dans un nouveau bâtiment construit à cet effet dans Harbour Road à Dún Laoghaire.

## Financement
Il est financé par les taxes payées par les navires commerciaux faisant escale dans les ports d'Irlande, mis en commun avec les taxes soulevées identiquement au Royaume-Uni et complété par une contribution annuelle du gouvernement irlandais pour le coût du service fourni par le CIL.
La General lighthouse autorithy est administrée par le Ministère des Transports du Royaume-Uni. Il finance également : 
- Trinity House Lighthouse Service pour les phares de  l'Angleterre, du Pays de Galles et les îles Anglo-Normandes et  Gibraltar,
- Northern Lighthouse Board pour les phares d'Écosse et de l'île de Man.

## Histoire
Les feux de signalisation pour guider la navigation existent depuis très longtemps. Hook Head est le plus ancien lieu d'Irlande, à l'origine d'un feu de signalisation a été mis en fonction par le moine Dubhán (en) au Ve siècle. Les moines ont continué à maintenir ce feu jusqu'à la conquête cromwellienne de l'Irlande en 1641.
Le roi Charles II a rétabli le phare en 1657. Il a donné des lettres patentes à Robert Reading (en) pour la construction de six phares, certains remplaçant des phares anciens, phare de Hook, phare de Baily à Howth Head, Howth, Old Head of Kinsale, le château de Barry Oge (maintenant Charles Fort, près de Kinsale), et l'île de Magee.
En 1704, la reine Anne a transféré l'autorité des phares de la côte irlandaise aux Revenue Commissioners.
Commissioners of Irish Lights ont été créés en vertu d'une loi du Parlement d'Irlande adoptée en 1786 et intitulé « Loi pour la promotion du commerce de Dublin, en rendant son port et le port plus commode (26 Geo. III, c Xix) ». Les phares n'y figureront qu'à la loi du Parlement du Royaume-Uni de Grande-Bretagne et d'Irlande de 1810. Ces lois, telles qu'elles ont été confirmées par l'Ordonnance des commissaires aux phares de l'Irlande  de 1935, demeurent la base législative de la CIL.

## Bateaux-phares

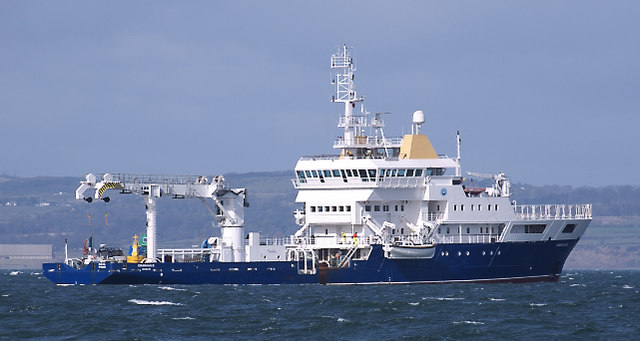
ILV Granuaile.

Commissioners of Irish Lights ont utilisé beaucoup de bateaux-feux aux XIXe et XXe siècles. En raison de l'automatisation des phares et de l'utilisation des hélicoptères pour la maintenance, le CIL n'a maintenant besoin que d'un seul navire de service.
Ce bateau d'aide à la navigation en activité est l'ILV Granuaile. Sa coque a été construite au chantier naval de Galați de Roumanie, en 2000, et aménagée au chantier naval Damen aux Pays-Bas. Le navire, enregistré à Dublin, possède une propulsion diesel-électrique et il est extrêmement manœuvrable, idéal pour son rôle dans la maintenance des bouées automatiques dans les eaux irlandaises. C'est un navire multiservice.
En 2003, il a été impliqué dans la récupération du bateau de pêche Pisces, qui a coulé au large de Fethard-on-Sea (en), comté de Wexford, en juillet.